# Шехонин, Николай Алексеевич
Николай Алексеевич Шехонин (29 августа 1882, Санкт-Петербург — 24 августа 1970, Буэнос-Айрес) — киевский архитектор.

## Биография

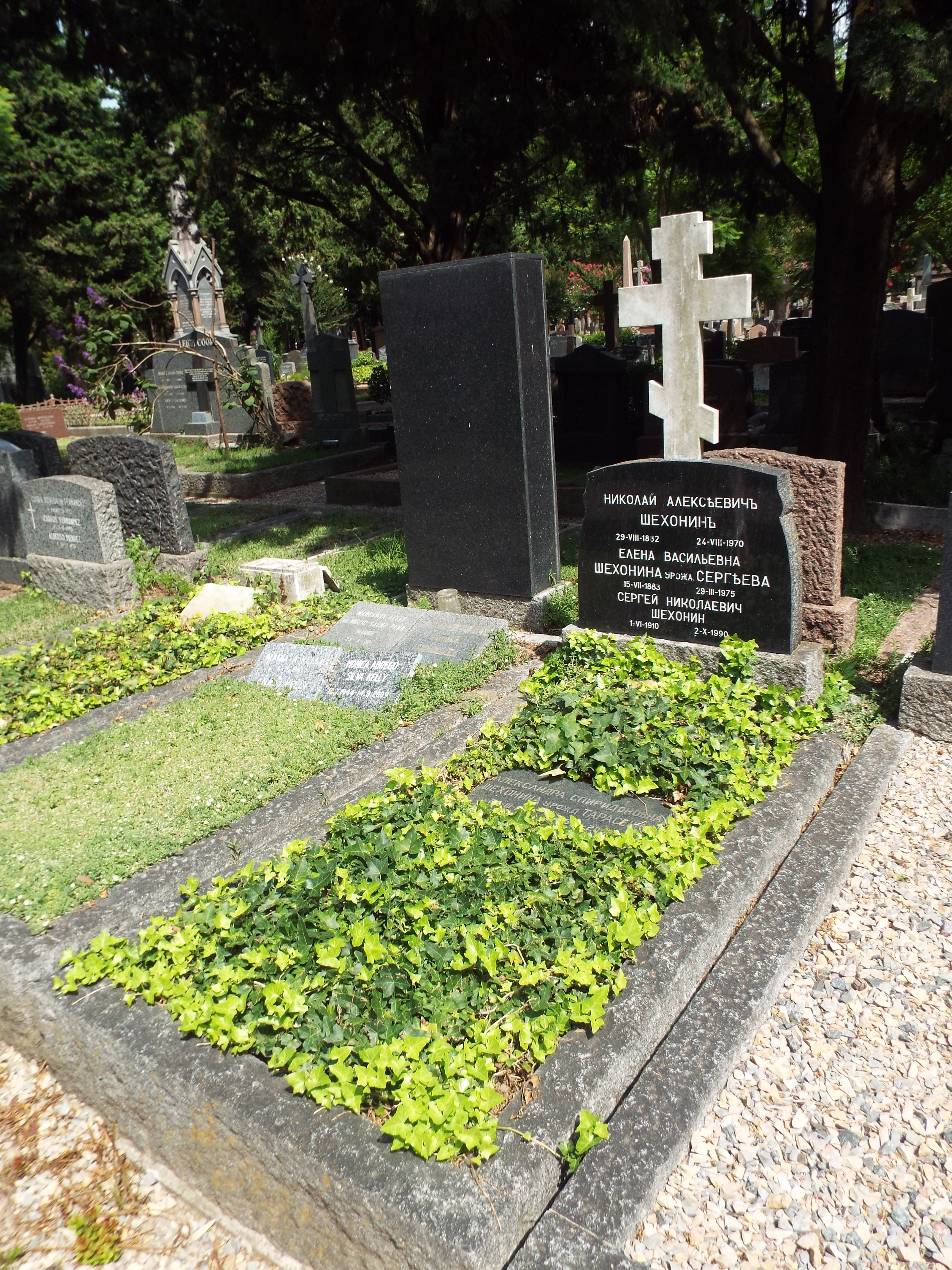
Могила Шехонина в Буэнос-Айресе

Николай Алексеевич Шехонин родился 29 августа 1882 года в Санкт-Петербурге. Профессиональное образование получил в Институте гражданских инженеров императора Николая I, который окончил в 1907 году.
С 1908 года поселился в Киеве. В 1909—1941 годах был на педагогической работе в Киевском строительном техникуме, Киевском политехническом институте, Днепропетровском строительном институте, Киевском Художественном Институте. В течение 1920 — 1930-х годов разработал генеральный план Киева. С 1930 года — профессор. С 1932 — руководитель Второй архитектурной художественной мастерской в Киеве. С 1943 по 1945 год жил в оккупированной нацистами Вене.
С 1945 по 1948 год жил в Италии. С 1948 года в Аргентине в Касеросе. Умер 24 августа 1970 года в Буэнос-Айресе. Похоронен на британском секторе кладбища Ла-Чакарита в Буэнос-Айресе.
Стилистически работы Шехонина относятся к модерну и неоампиру.

## Главные проекты в Киеве
- Доходный дом на ул. Тарасовской, 3-а (1910).
- Дом Юрковича на ул. Паньковской, 8 (1910).
- Победил на конкурсе проектов Городской публичной библиотеки (1910, фасады построены по проекту Е. Клаве).
- Доходный дом на ул. Саксаганского, 57.
- Доходный дом на ул. Саксаганского, 78 (1911).
- Доходный дом В. Ванецкой на ул. Саксаганского, 73 (1911—1912).
- Принимал участие в строительстве Всероссийской выставки в Киеве 1913 года (архит. Ф. Вышинский, В. Городецкий и другие).
- Киевская Военно-инженерная школа (1913—1917 и 1918—1920).
- Павильон украинского книгопечатания на сельскохозяйственной выставке в Киеве (1913).
- Военно-инженерное училище им. цесаревича Алексея на бульваре Леси Украинки, 25 (1914—1916, соавтор инж. И. Лиль).
- Махорочная фабрика в Ромнах (1925).
- Дом государственных учреждений в Киеве на Крещатике (1929—1931).
- Клуб «Пищевик» на Контрактовой площади (1931—1932).
- Жилой дом заготзерна на ул. Лысенко (1933—1935).
- Школа на ул. Владимирской, 1 (1939).
- Дом на ул. Межигорская, 2.

## Галерея

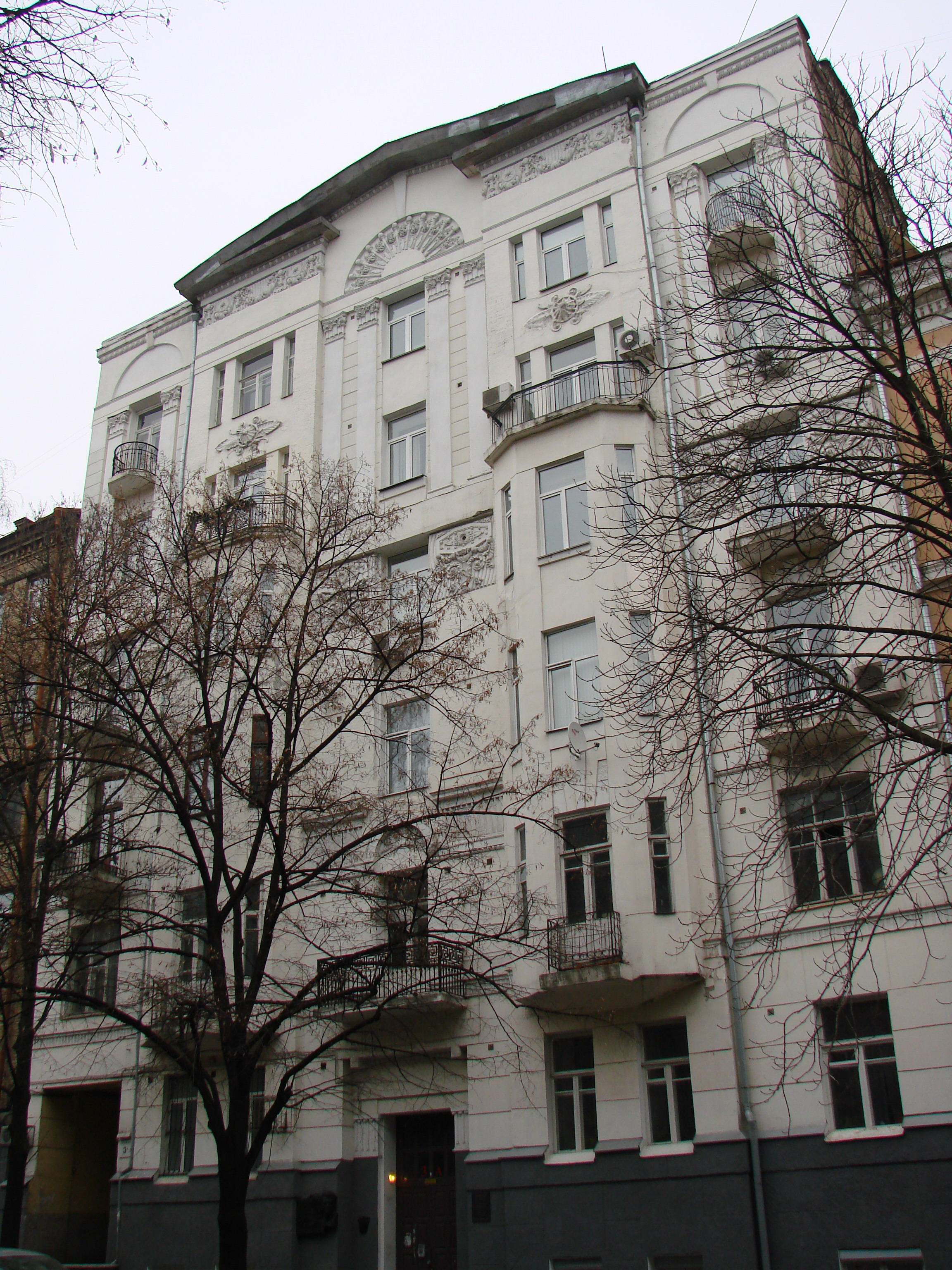
Доходный дом на ул. Тарасовской, 3-а
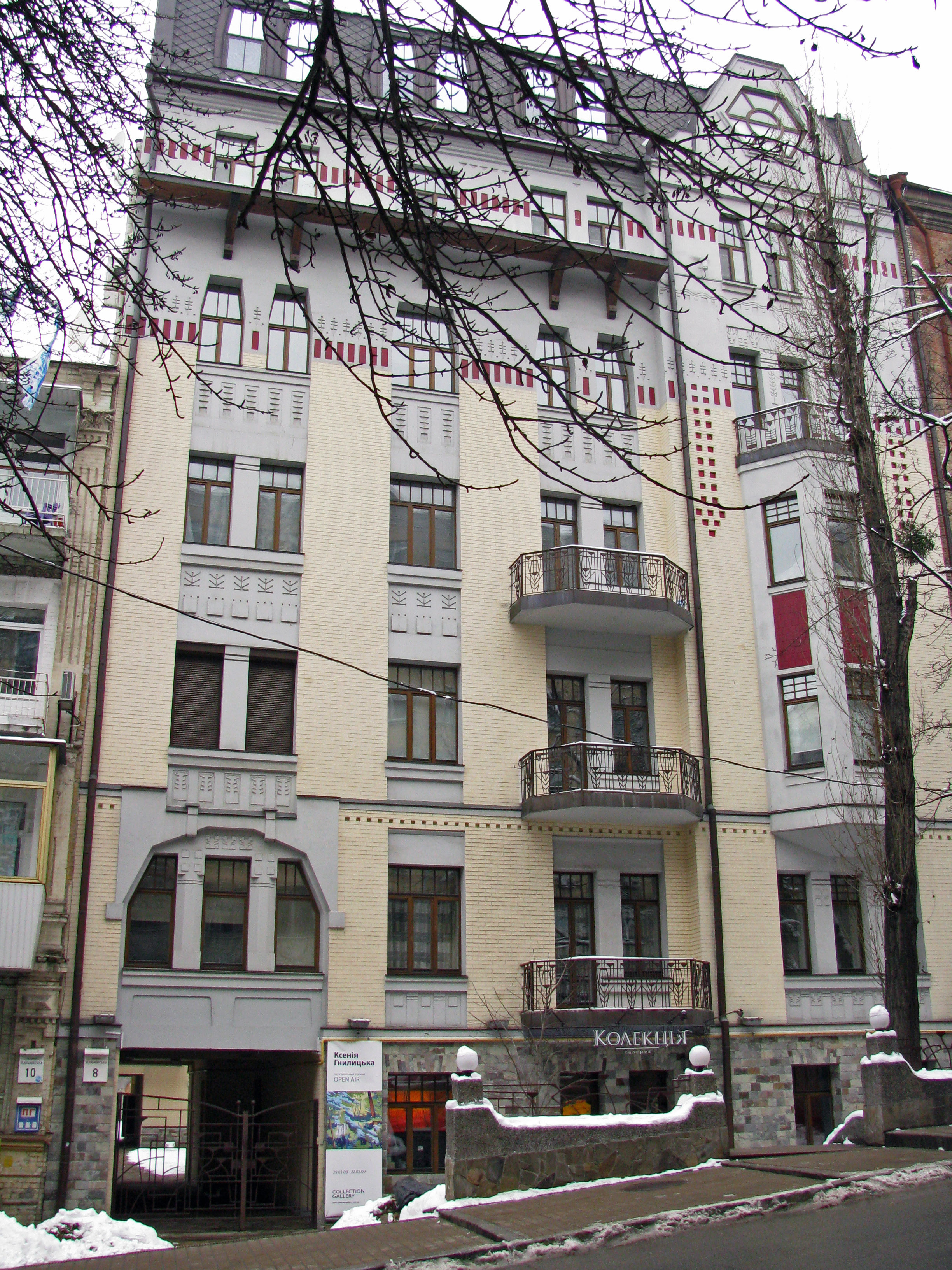
Дом Юрковича на ул. Паньковской, 8
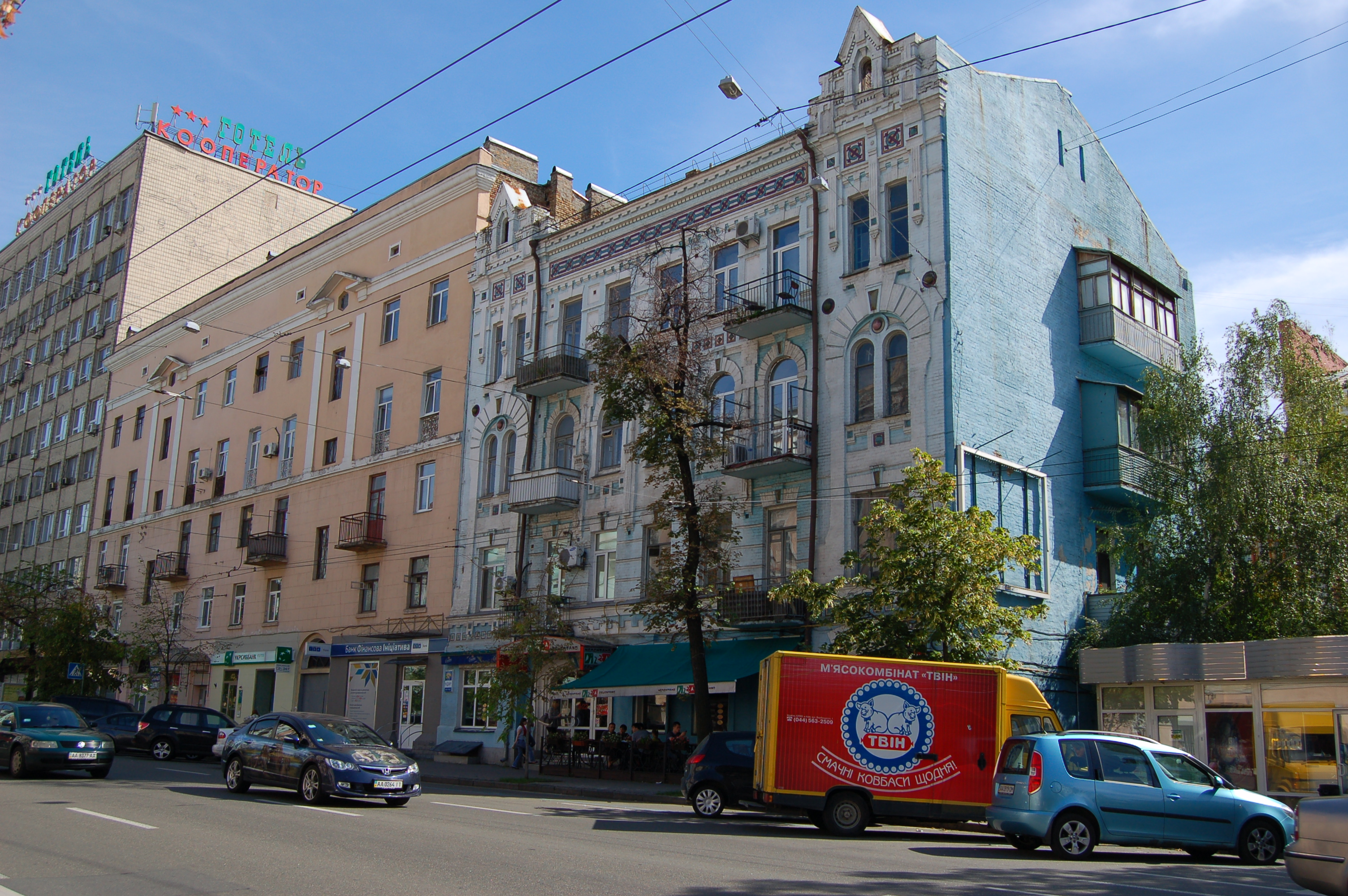
Доходный дом на ул. Саксаганского, 57
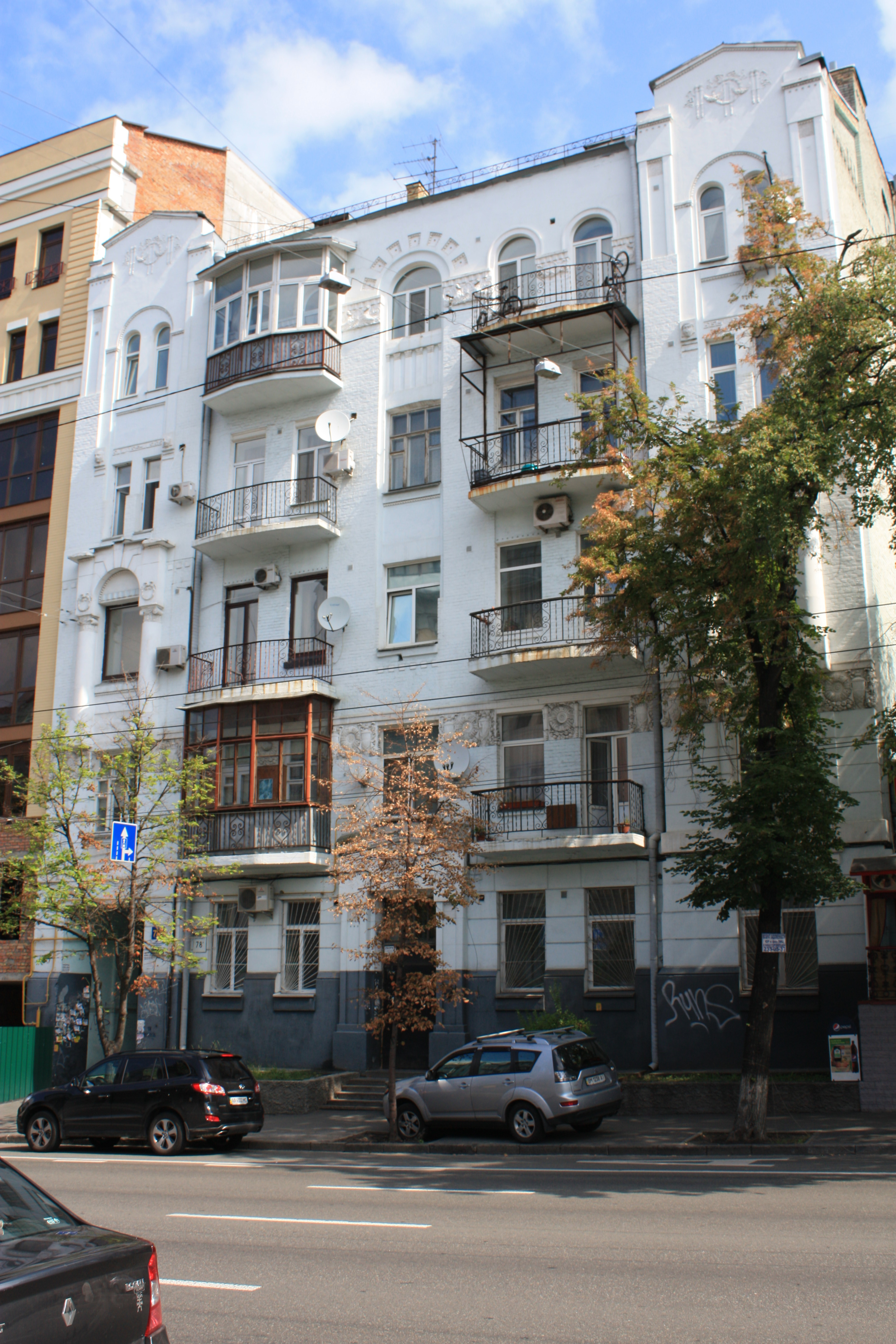
Доходный дом на ул. Саксаганского, 78
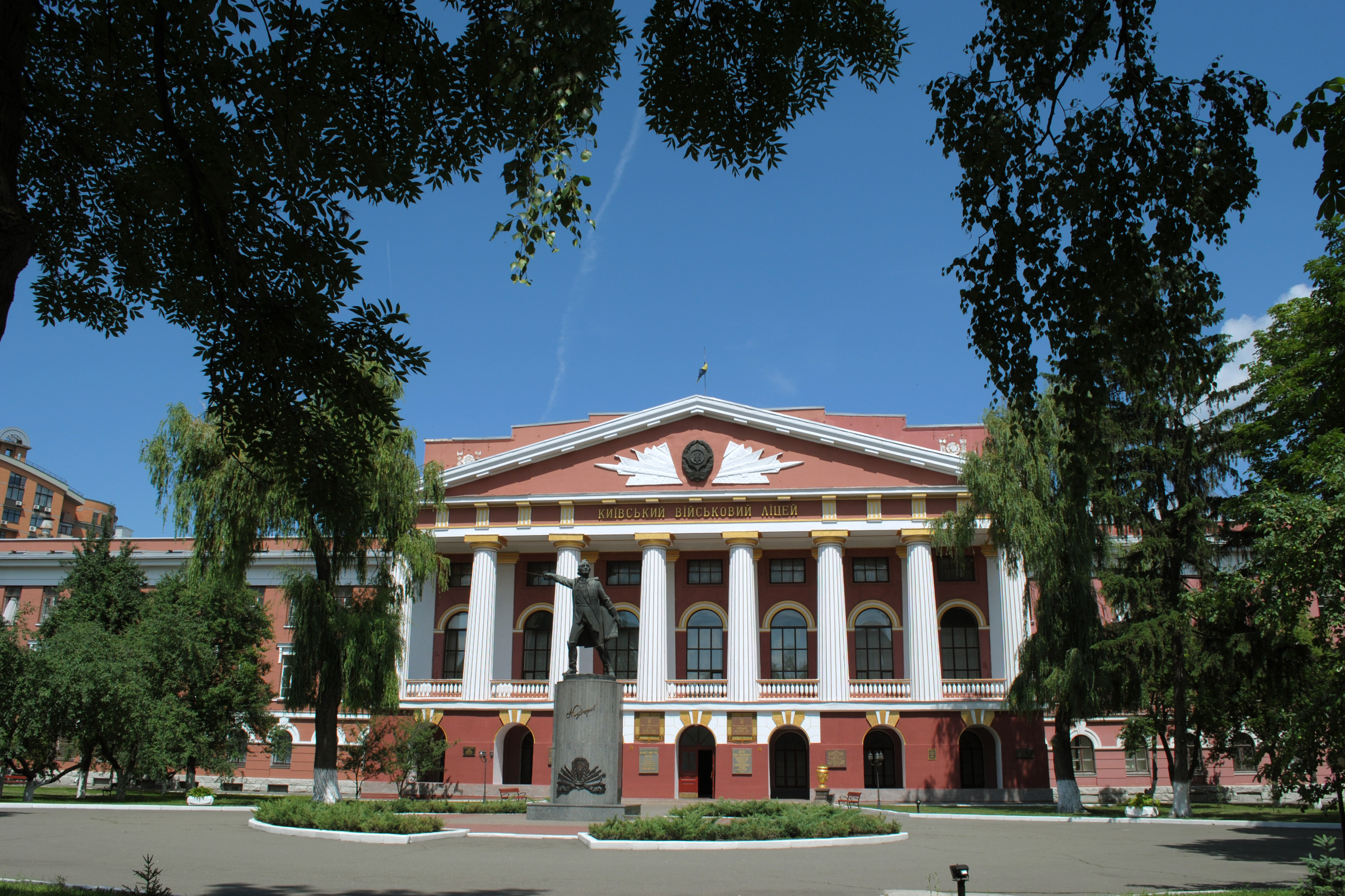
Военно-инженерное училище им. цесаревича Алексея, ныне Киевский военный лицей имени Ивана Богуна
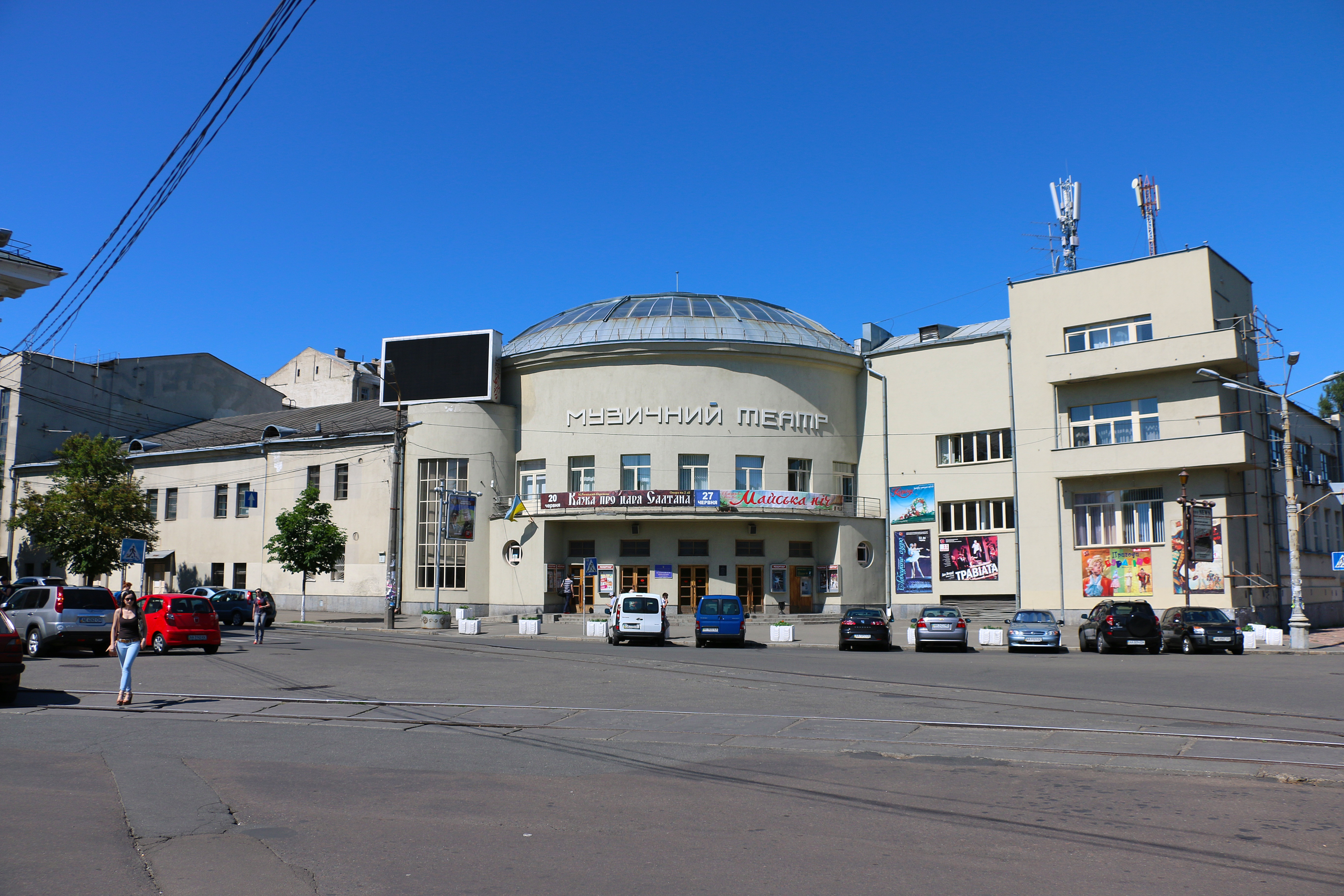
Дом клуба «Пищевик», ныне Киевский театр оперы и балета для детей и юношества
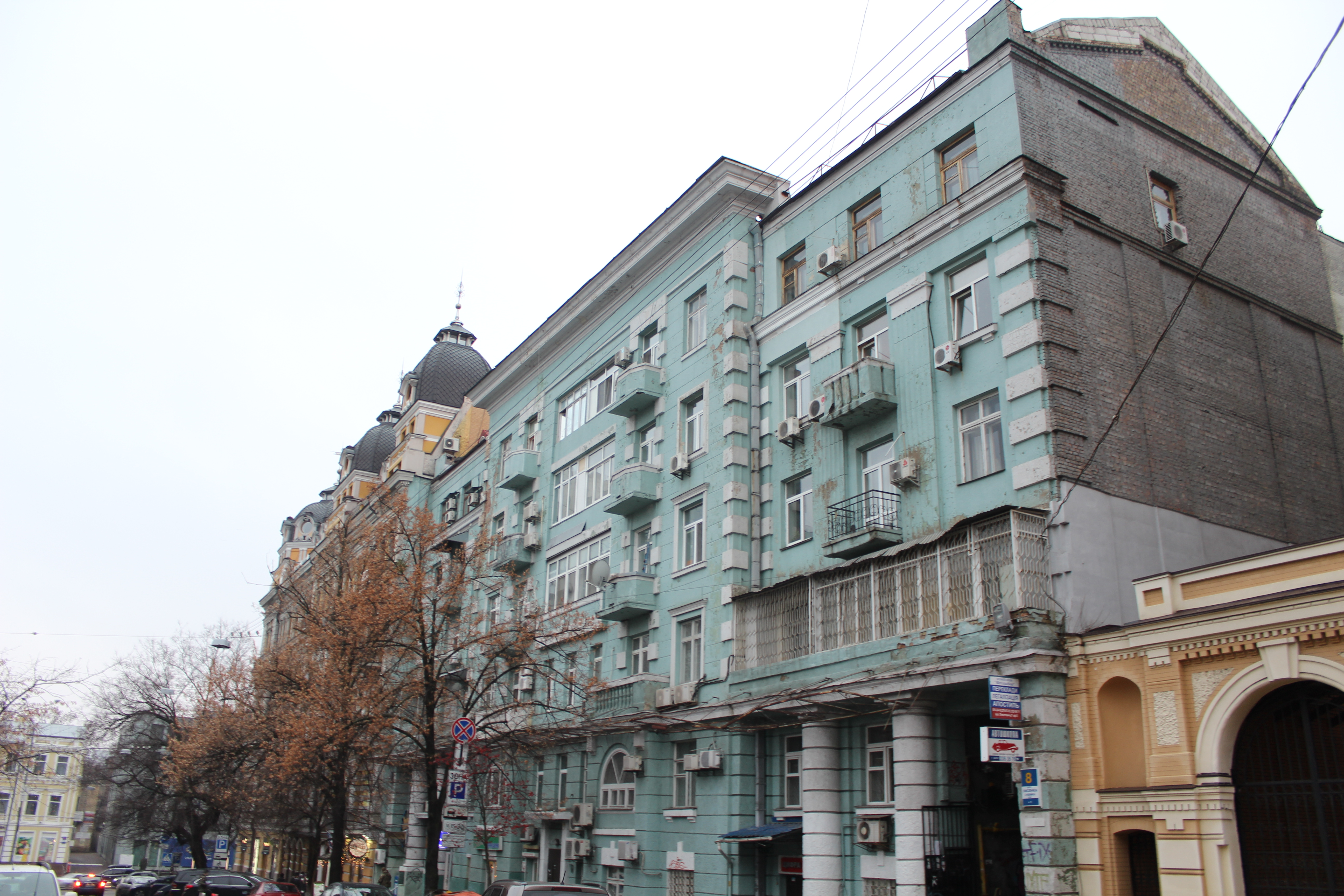
Жилой дом Заготзерна на ул. Лысенко, 8
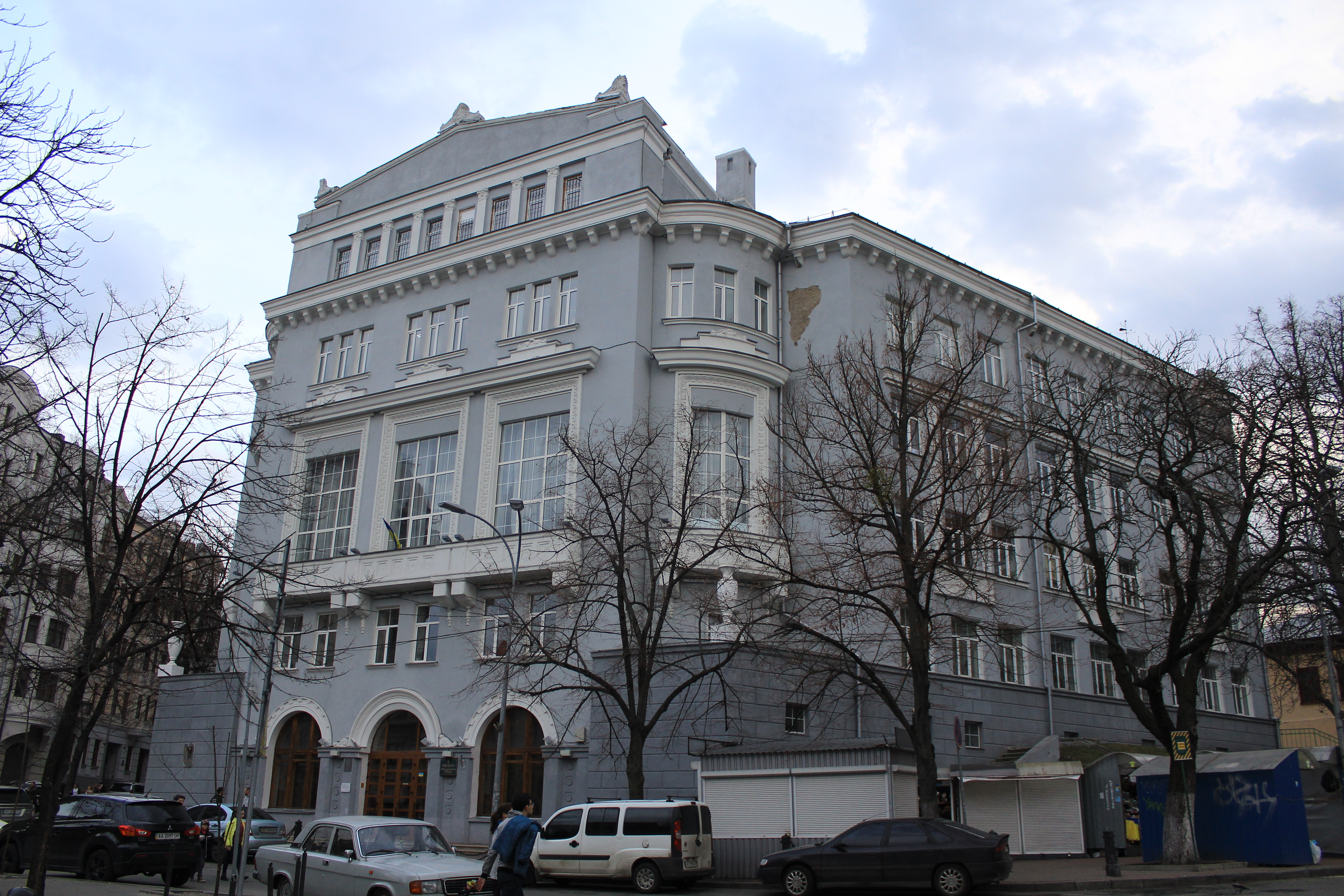
Школа на ул. Владимирской, 1/15
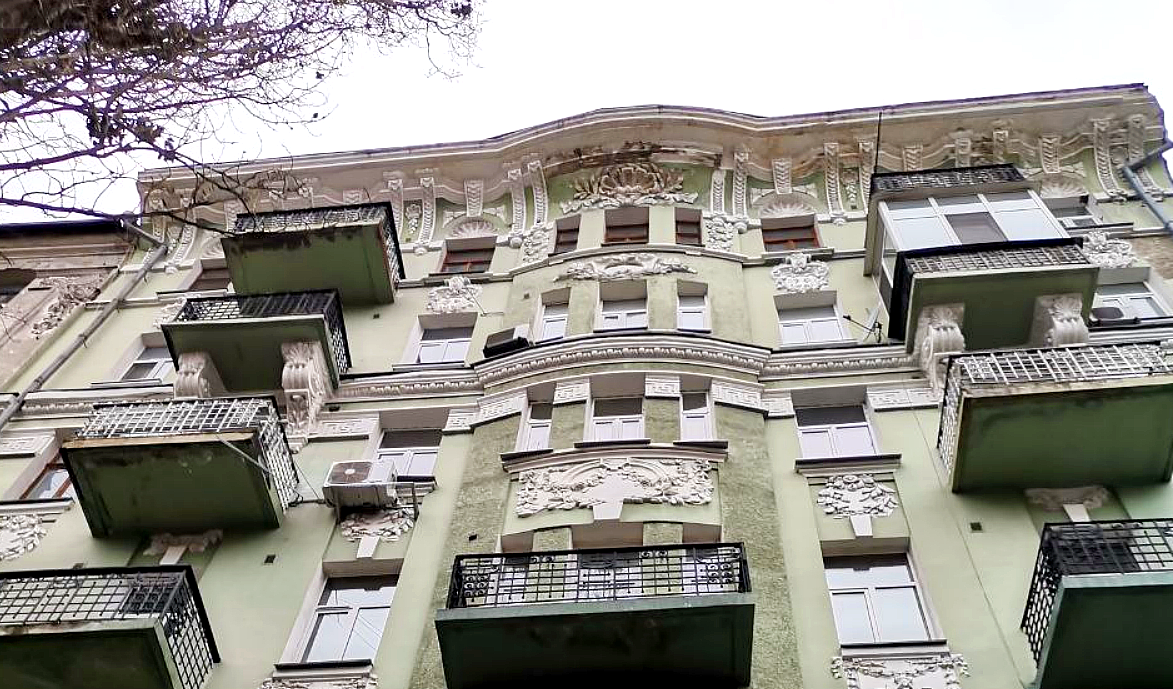
Доходный дом на улице Тарасовской 6а